# Blenda
Blenda eller Blända är ett svenskt kvinnonamn som möjligen är bildat av ordet blända eller av sockennamnet Blädinge i Allbo härad, Kronobergs län, Småland.
Namnet är för närvarande relativt ovanligt i Sverige, men har ökat något i popularitet det senaste decenniet.[källa behövs]
Den 31 december 2014 fanns det totalt 576 kvinnor folkbokförda i Sverige med namnet Blenda eller Blända, varav 275 bar det som tilltalsnamn.
Namnsdag: 27 maj

## Bondepraktikan
I slutet av maj kommer namnen Urban, Wilhelmina och Blenda efter varandra. Enligt bondepraktikan avgör vädret under de tre dagarna hur vädret blir under den kommande sommarmånaderna.
Urban, Wilhelmina och Blenda skola sommaren sända. Då Blenda infördes först 1901 i almanackan, är den formen en ändring från Bondepraktikan som istället rimmade på Beda. Då lyder ramsan Urban, Wilhelmina och Beda ska sommaren leda.
Dagarna motsvarar månaderna: Urban - Juni, Wilhelmina - Juli och Beda - Augusti.

## Personer med förnamnet Blenda

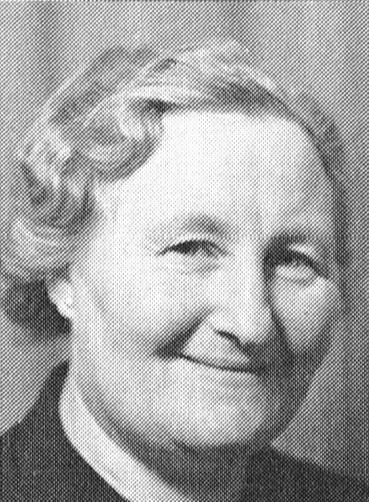
Blenda Björck

- Blenda Björck, svensk politiker (s)
- Blenda Bruno, svensk skådespelare
- Blenda Littmarck, svensk politiker (m)
- Blenda Ljungberg, svensk politiker (m)
- Blenda Nkímyá (född 1993), svensk sångerska
- Ester Blenda Nordström, svensk journalist och författare

### Fiktiva personer med förnamnet Blenda
- Blenda, en kvinna i Värend, som enligt Blendasägnen, i spetsen för andra kvinnor, satte eld på en gård dit hon bjudit in danska gäster.[3]
  - Samma tema återfinns även i Erik Johan Stagnelius' versberättelse Blenda.[4]
- Blenda, oäkta dotter till Roger Bernhusen de Sars i Hjalmar Bergmans roman Hans nåds testamente från 1910.[5]